# Theodoor Jansson ab Almeloveen
Theodoor Jansson ab Almeloveen, auch Theodor Jansonius van Almeloveen, (* 24. Juli 1657 in Mydregt bei Utrecht, Holland; † 28. Juli 1712 in Amsterdam) war ein niederländischer Arzt, Philologe, Medizinhistoriker, Ordiniarius für Medizin der Universität Harderwijk und Mitglied der Gelehrtenakademie „Leopoldina.“

## Leben
Theodor Jansonius van Almeloveen war zunächst praktischer Arzt zu Gouda in Holland. Dann wurde er ordentlicher Professor der Beredsamkeit, der Weltweisheit, der Geschichte und der griechischen Sprache an der Universität Harderwijk. Später wurde er dortselbst Professor der Medizin. Er betätigte sich auch als Medizinhistoriker.
Am 15. Mai 1692 wurde Theodor Jansonius van Almeloveen mit dem akademischen Beinamen CELSUS II. als Mitglied (Matrikel-Nr. 193) in die Leopoldina aufgenommen.
Er war Hobbybotaniker und Mitarbeiter des 12-bändigen Werkes Hortus Malabaricus, einer umfassenden Darstellung der Pflanzen- und Heilpflanzen an der Malabarküste. Als Medizinhistoriker kommentierte und edierte ab Almeloveen wichtige Werke antiker Mediziner wie zum Beispiel die Aphorismen des Hippokrates oder auch Arbeiten von Celsus und Aurelian.

## Veröffentlichungen
- Caspar Sagittarius: Dissertatio Epistolica : Qua in Ratio redditur Genealogiae Sagittarianae & Analecta in Librum De Ianvis Vetervm ex Sacris, Ecclesiasticis, atque Externis Antiqvitatibus afferuntur. Ad Virvm Clarissimvm Theodorvm Iansonivm Ab Almeloven Medicum & Polyhistorem Batavum florentissimum. Jena 1694 (Resp. Theodoor Jansson ab Almeloveen (1657–1712), Online)
- Beteiligt an: M. Minucii Felicis Octavius et Caecilii Cypriani de vanitate idolorum liber Minucius Felix, Halle/Saale, Zeitler 1699.
- Dissertatio epistolaris, qua desiderata circa morbos eorumque signa exponit, gemeinsam mit Johann Hermann Fürstenau, Schoonwald, 1712